# Макрелещукові
Макрелещукові (Scomberesocidae) — родина морських риб, також відомих під промисловою назвою Сайра. Включає два роди — Сайра (Cololabis) і Макрелещука (Scomberesox).

## Зовнішній вигляд та спосіб життя
Сайра тихоокеанська (Cololabis saira) —  довжина до 40 см, вага до 180 г. Має довге витягнуте веретеноподібне тіло, щелепи короткі нижня щелепа виступає. Спинка синьо-зелена, черевце сріблястого кольору. Між спинним та хвостовим, а також між анальним та хвостовим плавцями є маленькі додаткові плавці. Луска дрібна. Живе великими зграями на глибині 0 — 230 м, живиться зоопланктоном. Ареал — помірна та субтропічна зона Тихого океану. Живе  5 — 6 років, статева зрілість наступає у 2 — 3 роки. Нерест в південній частині Японського моря наприкінці зими та на початку весни. Ікра має форму еліпсу, на верхньому полюсі декілька ниток, розвивається у товщині води. 
Макрелещука океанічна (Scombresox saurus) відрізняється від сайри тихоокеанської довгими, витягнутими у вигляді дзьоба щелепами та темно-синім забарвленням спинки.

## Промислове значення
Сайра має гарні смакові якості, тому є важливим об'єктом промислу. З цієї риби виготовляють консерви, в'ялять, коптять та продають у замороженому вигляді. Сайру ловлять вночі, оскільки у цієї риби є властивість збиратись великими зграями на світло прожекторів. Лов сезонний.